# Ernest-Joseph Chartier
Pour les articles homonymes, voir Chartier.
Ernest-Joseph Chartier, né le 24 février 1892 à Saint-Damase et mort le 22 septembre 1954 à Saint-Hyacinthe, est un homme politique  et homme d'affaires québécois. Il a été député de Saint-Hyacinthe pour l'Union nationale de 1944 à 1954.

## Biographie
Ernest-Joseph Chartier est né le 24 février 1892. Fils de commerçant, il étudie au Collège Sacré-Coeur de Saint-Hyacinthe. Homme d'affaires, il a été commerçant de bois, directeur de La Survivance, compagnie d'assurance-vie, et propriétaire de l'hebdomadaire Le Courrier de Saint-Hyacinthe. Il est également membre de clubs comme les Chevaliers de Colomb, le Club maskoutain et le Club Renaissance.
Il est élu député en 1944. Il est mort en fonction à Saint-Hyacinthe le 22 septembre 1954